# Watertoren (Wieringerwaard)
De watertoren in Wieringerwaard is ontworpen door architecten B.F. van Nieveld en W. Mensert en werd gebouwd van 1927 tot 1928. Op dit moment wordt het watertorencomplex gebruikt als Retreat- en Trainingslocatie onder de naam De Waterkroon.
De watertoren heeft een hoogte van 51,3 meter en heeft twee waterreservoirs van 600 en 400 m³. Het is de hoogste watertoren van Noord-Holland. In 1996 is de toren buiten gebruik genomen. Hierna kwam de toren in 1997 in particuliere handen. Sinds 2017 worden er mensgerichte bedrijfstrainingen gegeven en is dit de thuisbasis van Nolost. Na een grote verbouwing in 2021 is de locatie open gegaan als Retreat- en Trainingslocatie en kan er door groepen ook overnacht worden in themasuites en kunstwerken waarin geslapen kan worden
Externe links
- Officiële site
- Officiële site

Aalsmeer ·
Alkmaar ·
Amsterdam
(Westergasfabriek ·
Nieuwer-Amstel ·
Watergraafsmeer ·
Sloten ·
Spaklerweg ·
Amstelveenseweg ·
Waterkeringweg) ·
Assendelft ·
Bennebroek
(Vogelenzang) ·
Bussum ·
Castricum ·
Den Helder
(Oude ·
Nieuwe) ·
Egmond aan Zee ·
Heemstede ·
Hilversum
(Oude ·
Nieuwe) ·
Hoogkarspel ·
Hoorn ·
IJmuiden
(Dokweg ·
Evertsenstraat) ·
Kwadijk ·
Laren ·
Ouderkerk aan de Amstel ·
Overveen ·
Weesp ·
Wieringerwaard ·
Wormer
(Hollandia ·
Van Gelder) ·
Wormerveer ·
Zaandam ·
Zandvoort
(Oude ·
Nieuwe)